# Episodi di Ragnarok (seconda stagione)
La seconda stagione della serie televisiva Ragnarok, composta da 6 episodi, è stata resa interamente disponibile sul servizio di streaming on demand Netflix il 27 maggio 2021.
| nº | Titolo originale                            | Titolo italiano                                   | Pubblicazione  |
| -- | ------------------------------------------- | ------------------------------------------------- | -------------- |
| 1  | Brothers in Arms                            | Fratelli d'armi                                   | 27 maggio 2021 |
| 2  | What Happened to the Nice, Old Lady?        | Cosa è successo alla simpatica vecchietta?        | 27 maggio 2021 |
| 3  | Power to the People                         | Potere alle persone                               | 27 maggio 2021 |
| 4  | God Is God, Though All Men Death Had Tasted | Dio è Dio, anche se ogni uomo ha gustato la morte | 27 maggio 2021 |
| 5  | Know Yourself                               | Conosci te stesso                                 | 27 maggio 2021 |
| 6  | All You Need Is Love                        | Tutto ciò di cui hai bisogno è l'amore            | 27 maggio 2021 |